# Angerville-l’Orcher
Angerville-l’Orcher település Franciaországban, Seine-Maritime megyében. Lakosainak száma 1398 fő (2022. január 1.). Angerville-l’Orcher Hermeville, Étainhus, Graimbouville, Manéglise, Manneville-la-Goupil, Saint-Sauveur-d’Émalleville és Vergetot községekkel határos.

## Népesség
A település népességének változása:
| Lakosok száma | 1452 | 1436 | 1454 | 1426 | 1415 | 1405 | 1400 | 1394 | 1398 |
|               | 2013 | 2015 | 2016 | 2017 | 2018 | 2019 | 2020 | 2021 | 2022 |